# Onthophagus maculosipennis
Onthophagus maculosipennis là một loài bọ cánh cứng trong họ Bọ hung (Scarabaeidae).